# 第聶伯航空
第聶伯航空（烏克蘭語：Дніпроавіа）是一間總部位於烏克蘭第聶伯羅彼得羅夫斯克國際機場的航空公司，提供定期和包機的客運航班。
現時航空公司的大股東是PrivatBank，並由Ihor Kolomoyskyi管理航空公司。

## 歷史
第聶伯航空在1933年成立，當時稱第聶伯羅彼得羅夫斯克綜合航空隊（英語：Dnipropetrovsk Integrated Air Squad）是由蘇聯的國家航空公司分出來。在1996年6月22日，航空公司成為第聶伯羅彼得羅夫斯克國際機場包括在內的國有單位股份制公司，所以航空公司是由國際機場完全控制。在2006年，儘管客量增加54%，在收入中增加17%，航空公司宣布虧損超過600萬美元。

## 機隊
在2010年11月27日，第聶伯航空的平均機齡為17.3年。

### 曾經使用的飛機
在2006年8月為止，航空公司已曾經使用以下飛機：
- 2架安東諾夫 安-26
- 3架雅科夫列夫 雅克-40（由巴西航空工業 ERJ-145取代）
- 2架雅科夫列夫 雅克-42（由波音737取代）

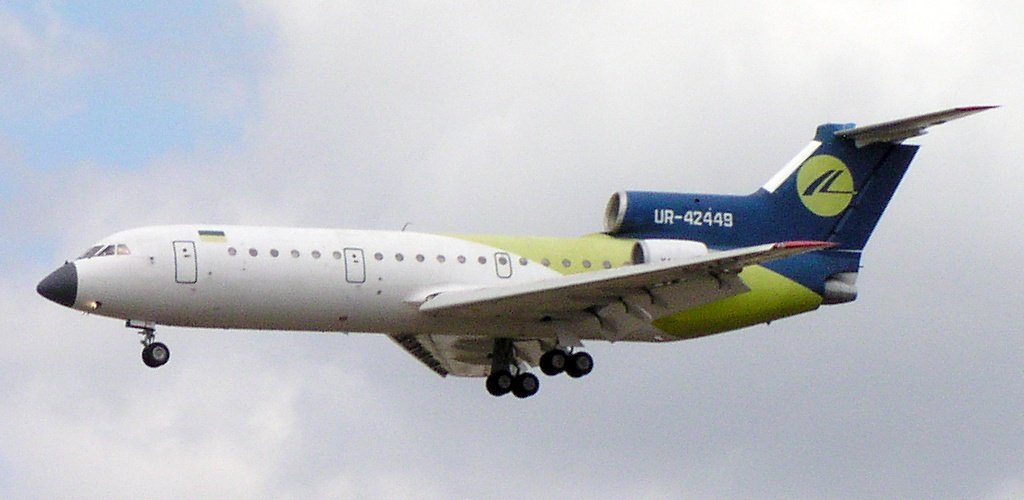
一架第聶伯航空雅克42型飛機在法蘭克福機場（2005年）
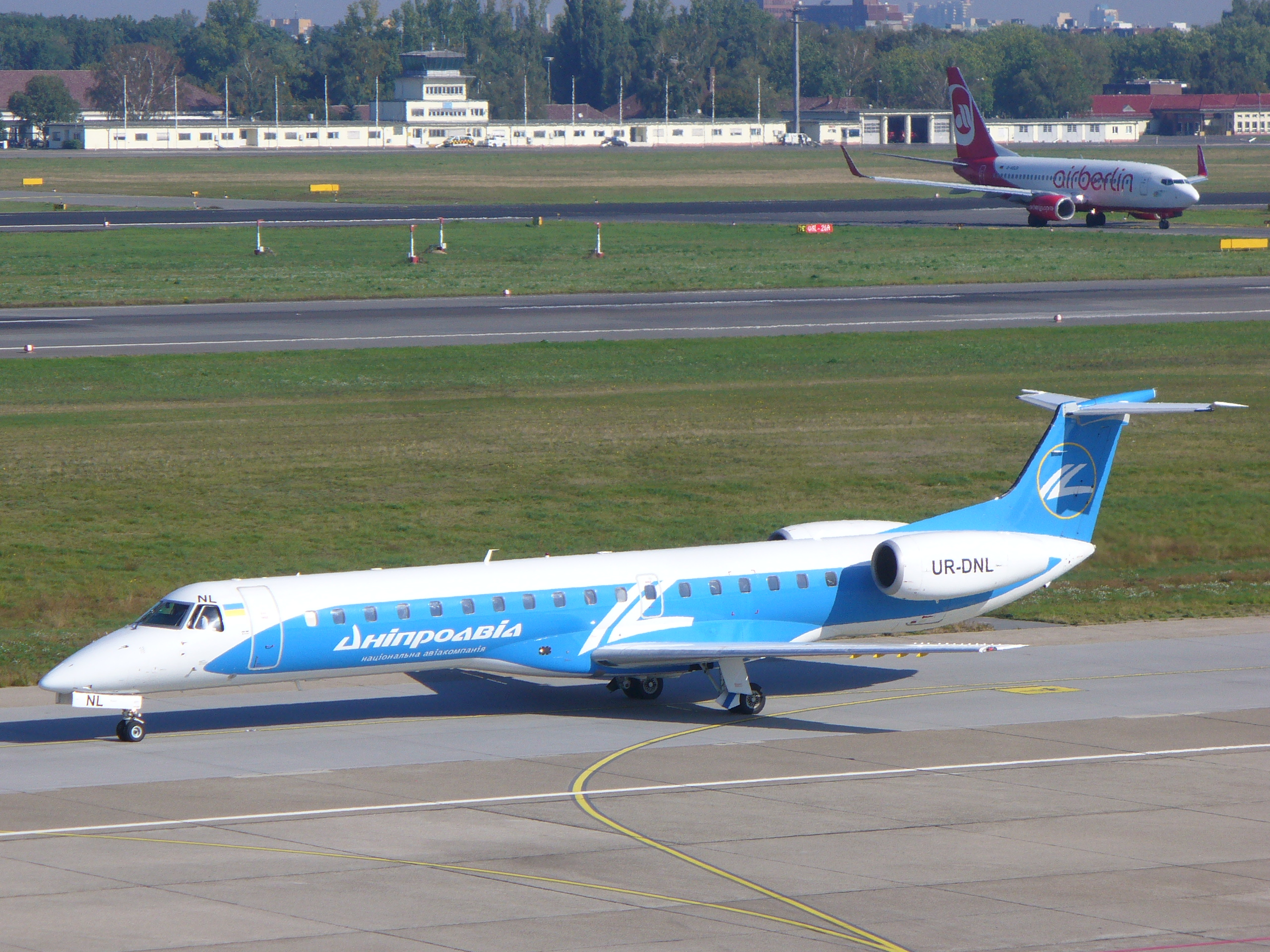
一架第聶伯航空巴西航空工業 ERJ-145型飛機在柏林—泰格爾機場（2010年）
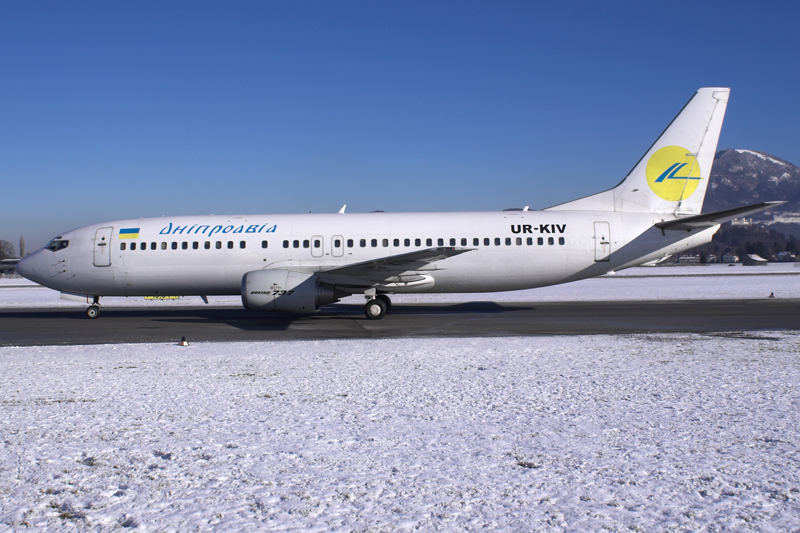
一架第聶伯航空波音737-400（2008年）

## 意外和事故
在2003年4月24日，一架雅科夫列夫 雅克-40（機身編號：UR-87918）在執行一班定期國內航班，在第聶伯羅彼得羅夫斯克國際機場硬著降落，之後便衝出跑道。在跑道外100米才停下，飛機造成嚴重損毀。機上13名乘客和4名機員，沒有人死亡。

## 外部連結
- 官方网站
- 第聶伯羅彼得羅夫斯克機場圖片庫 （页面存档备份，存于）